# 朱華 (1456年)
朱華（1456年—？），字素卿，四川重慶府長壽縣人，民籍，明朝政治人物。

## 生平
四川鄉試第三十二名舉人，弘治三年（1490年）中式庚戌科會試第六十八名，三甲第十九名進士。任袁州府知府。

## 家族
曾祖朱廷恕；祖父朱得先；父朱璉，母劉氏。兄朱萬。